# Dolichocephala septemontata
Dolichocephala septemontata är en tvåvingeart som beskrevs av Enrico Adelelmo Brunetti 1913. Dolichocephala septemontata ingår i släktet Dolichocephala och familjen dansflugor. Inga underarter finns listade i Catalogue of Life.